# Банатски Карловац
Банатски Карловац е (на сръбски: Банатски Карловац) е град в Сърбия, автономна област Войводина, Южнобанатски окръг, община Алибунар.

## Население
Населението му е 5082 жители (със сръбско мнозинство) (2011 г.). Телефонният му код е + 381(0)13, а МПС кода PA.
Брой на населението:

1961 година: 6025 жители

1971 година: 6273 жители

1981 година: 6319 жители

1991 година: 6286 жители

2002 година: 5820 жители

2011 година: 5082 жители